# Good Luck (EP AOA)
Good Luck è il quarto EP del gruppo musicale sudcoreano AOA pubblicato il 16 maggio 2016 da FNC Entertainment e LOEN Entertainment.
Promosso con il brano omonimo, l'EP ha debuttato al secondo posto nella Circle Chart.

## Tracce
1. Good Luck – 3:07 (testo: Jang Yeon-jeong, Innovator, Han Seong-ho – musica: Matthew Tishler, Aaron Benward, Felicia Barton)
2. 10 Seconds – 3:56 (testo: Shin Ji-min, Kim Jae-yang, Park Isu – musica: Linnea Mary Han Deb, Joy Neil Mitro Deb, Anton Malmberg Haard Af Segerstad, Jennifer Decilveo)
3. Cherry Pop – 3:16 (testo: Misfit, Innovator, Han Seong-ho – musica: Hyuk Shin, DK, Mher Filian, Naz Tokio, Melanie Fontana, Christina Grimmie)
4. Crazy Boy – 3:29 (testo: Shin Ji-min, Han Seong-ho – musica: Kim Do-hoon, Lee Sang-ho)
5. Still Falls the Rain (Korean ver.) – 3:17 (testo: Shin Ji-min, Seo Yong-bae – musica: Han Seung-hoon, Seo Yong-bae)

## Classifiche
| Classifica (2016) | Posizione massima |
| ----------------- | ----------------- |
| Corea del Sud     | 2                 |